# روبن گارسس
روبن سانتیاگو گارثس ریکلمه (به اسپانیایی Rubén Santiago Garcés Riquelme) (متولد ۱۷ اکتبر ۱۹۷۳) یکی از بسکتبالیست‌های ملی پوش و حرفه‌ای اهل پاناما است که هم‌اکنون در پامسا والنسیا از کلوب بسکتبال اسپانیا بازی می‌کند.
او تحصیلات دبیرستانی خود را در پاناما و تحصیلات تکمیلی خود را در آمریکا گذرانده و تا به حال در آمریکا، اسپانیا، آرژانتین، ونزوئلا و فرانسه بازی کرده‌است.